# Ambrogio Maria Ghilini
Ambrogio Maria Ghilini (Alessandria, 16 febbraio 1756 – Ghilina Grossa, 15 dicembre 1832) è stato un nobile, generale e botanico italiano, ufficiale veterano delle guerre napoleoniche, insignito da re Vittorio Emanuele I della Gran croce dell'Ordine dei Santi Maurizio e Lazzaro.

## Biografia

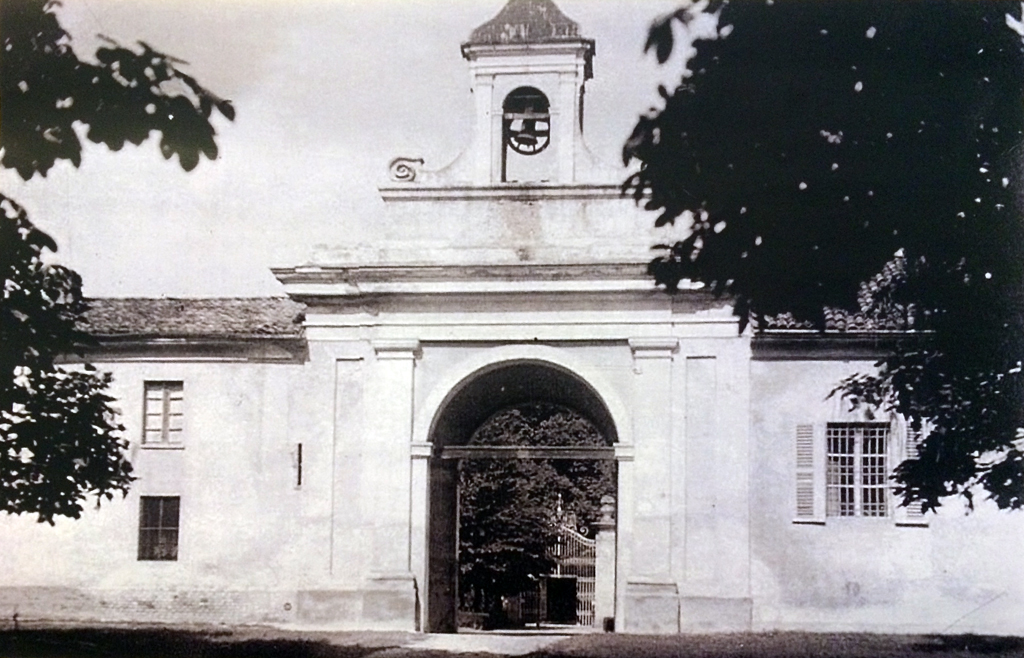
Ingresso principale della Ghilina Grossa, residenza estiva con il grande parco botanico curato dal marchese

Appartenente alla antica famiglia alessandrina dei Ghilini, nacque ad Alessandria il 16 febbraio 1756, figlio di Vittorio Amedeo, marchese di Maranzana, Sezzé e Gamalero, e di Gabriella Dal Pozzo della Cisterna. Intraprese giovanissimo la carriera militare nella Regia Armata Sarda, divenendo ufficiale di fanteria nel 1775, gentiluomo di bocca del re nel 1778 e primo scudiere della Duchessa d'Aosta nel 1789. Il 17 agosto 1792, alla rivista fatta in tale data in Alessandria per la formazione del battaglione di campagna del Reggimento provinciale di Tortona, era indicato come capitano comandante di compagnia.. Il 1 marzo 1793, capitano nel Reggimento provinciale di Tortona, fu nominato capitano dei granatieri. Tra l'8 e il 12 giugno 1793, comandante di una delle due compagnie granatieri del reggimento inquadrate nel IV Battaglione granatieri si distinse nei combattimenti al Frejus e a Milleforche sul Massiccio dell'Authion. Il 3 agosto dello stesso anno e promosso maggiore di battaglione, e il 14 ottobre successivo viene nominato maggiore di reggimento in sostituzione del cavaliere Provana di Collegno morto in seguito alle ferite riportate in combattimento. Il 21 marzo 1796, maggiore del Reggimento provinciale di Tortona viene promosso luogotenente colonnello del Reggimento provinciale di Acqui. Il 16 aprile successivo partecipa prende alla battaglia della Pedaggera al comando del II Battaglione del Reggimento provinciale di Acqui, incaricato della difesa della ridotta di Bastia, prima dovette cedere alla superiorità dell'avversario, quindi contrattaccò e riconquistò la posizione.
Durante l'occupazione francese del Piemonte nel 1807 fu comandante della compagnia d'onore del dipartimento di Marengo, e tra il 1808 e il 1811, membro, poi vicepresidente e infine presidente del consiglio elettorale del dipartimento di Marengo. Cavaliere della Legion d'onore nel 1809, conte dell'Impero nel 1810, ufficiale della Legion d'onore e nominato ciambellano dell'Imperatore nel 1811.
Dopo la restaurazione il 14 gennaio 1815 fu promosso maggior generale di fanteria, e il 5 febbraio venne nominato colonnello comandante del Reggimento di Tortona. Dopo il ritorno in Francia di Napoleone Bonaparte e l'inizio dei cento giorni, il Regno di Sardegna aderì alla settima coalizione antifrancese. Tra l'agosto e l'ottobre 1815 ricoprì la carica di comandante della Divisione militare di Nizza in temporanea sostituzione del tenente generale Giovanni Pietro Luigi Cacherano d'Osasco. Il 27 dicembre 1815 è nominato comandante della Divisione militare di Novara. Nel 1817 fu governatore interinale della città e della contea di Nizza, e poi il 6 agosto 1817 comandante generale delle milizie della provincia di Alessandria, di cui fu sindaco nel 1818 e nel 1823. Il 15 agosto 1820 fu insignito della Gran croce dell'Ordine dei Santi Maurizio e Lazzaro. Durante i moti rivoluzionari del 1821 rifiutò la nomina nella giunta provvisoria di governo (14 marzo 1821), rimanendo fedele alla Corona. Nel 1831 divenne capo della provincia di Alessandria dell'Ordine dei Santi Maurizio e Lazzaro. 
Trascorse molto tempo presso la Ghilina Grossa di San Giuliano Nuovo nella Fraschetta di Alessandria. Fu molto probabilmente l'ultima dimora del marchese, esperto e studioso di botanica, attorniato da una biblioteca ricca di libri di ogni epoca, un piccolo museo di oggetti antichi e rari (vasi etruschi, lucerne sepolcrali, medaglie, un'urna funeraria romana in marmo bianco, quadri ad olio ed incisioni in terra dipinta attribuiti a Benvenuto Cellini). Dal 1º febbraio 1784 è membro dell'Accademia delle Scienze di Torino attestato come botanico nella classe di scienze fisiche, matematiche e naturali. Spese molto tempo e denaro per l'acquisto e la collezione di libri di ogni genere, ma soprattutto di botanica e di arte dei giardini, di geografia e di storia. Ebbe un telescopio e fece costruire un credenzone con tiretti [...] e ante vetrate [...] che deve servire per la botanica, e una stufa botanica su disegno dell'architetto Giuseppe Zani.
Il marchese si spense il 15 dicembre 1832, ultimo del suo ramo. Il suo corpo venne seppellito nella chiesa della Ghilina, e si conservano le inscrizioni che decorarono le sue esequie. Ambrogio Maria Ghilini lasciò erede di tutto la figlia Cristina (*1784 †1841) e, alla fine del XIX secolo, i suoi eredi vendettero ciò che rimaneva del patrimonio dei Ghilini.

## Matrimonio e discendenza

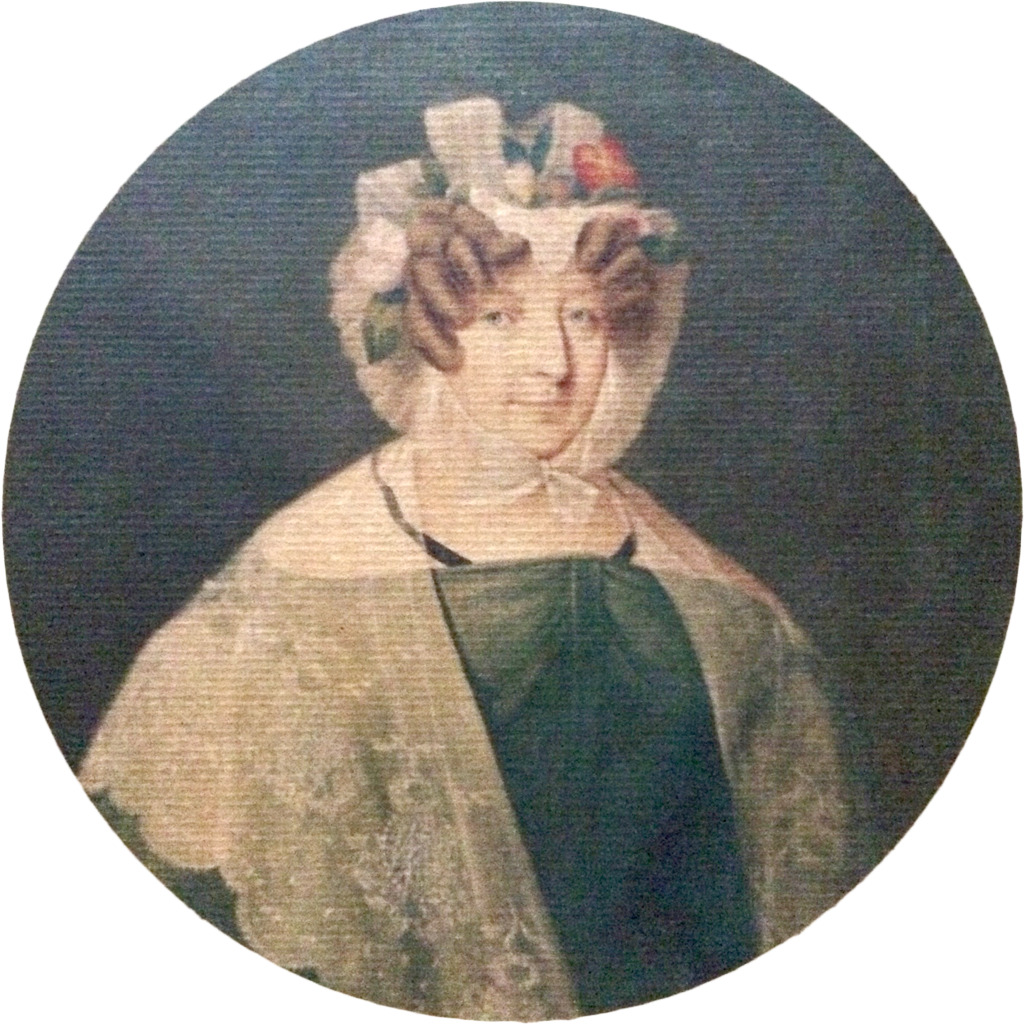
Ritratto di Cristina Ghilni.

Il 26 settembre 1794 Ambrogio Maria sposa Cristina Teresa San Martino d'Agliè di San Germano (*1757 †1794), figlia del marchese Carlo Emanuele e di Maria Teresa di Saluzzo Miolans Spinola. La coppia ebbe tre figli:
- Alfonso Carlo (*1778 †1808);
- Cristina (*1784 †1841). Nata il 1º luglio sposata il 9 febbraio 1803 Francesco Ilario Scipione Mathis, conte di Cacciorna (*1784 †1858), e si trasferisce a Torino. Fu l'ultima erede;
- Vittorio Raimondo (*1792 †1812). Seguì Napoleone Bonaparte nella campagna di Russia decedendovi nel 1812.

## Ascendenza
|                              |                          |                                    | Genitori                            |  |  | Nonni |  |  | Bisnonni                  |  |  | Trisnonni                 |  |
|                              |                          |                                    |                                     |  |  |       |  |  | Giacomo Ottaviano Ghilini |  |  | Giovanni Ambrogio Ghilini |  |
|                              |                          |                                    |                                     |  |  |       |  |  | Giacomo Ottaviano Ghilini |  |  | Giovanni Ambrogio Ghilini |  |
|                              |                          | Vittoria Trotti Bentivoglio        |                                     |  |  |       |  |  | Giacomo Ottaviano Ghilini |  |  |                           |  |
| Tommaso Ottaviano II Ghilini |                          |                                    |                                     |  |  |       |  |  | Giacomo Ottaviano Ghilini |  |  |                           |  |
|                              |                          | Angela Arborio di Gattinara        | Carlo Ambrogio Arborio di Gattinara |  |  |       |  |  |                           |  |  |                           |  |
|                              |                          | Angela Arborio di Gattinara        | Carlo Ambrogio Arborio di Gattinara |  |  |       |  |  |                           |  |  |                           |  |
|                              |                          | Angela Arborio di Gattinara        | Isabella Guasco                     |  |  |       |  |  |                           |  |  |                           |  |
| Vittorio Amedeo Ghilini      |                          | Angela Arborio di Gattinara        |                                     |  |  |       |  |  |                           |  |  |                           |  |
|                              |                          | Luigi Botta Adorno                 | Alessandro Botta Adorno             |  |  |       |  |  |                           |  |  |                           |  |
|                              |                          | Luigi Botta Adorno                 | Alessandro Botta Adorno             |  |  |       |  |  |                           |  |  |                           |  |
|                              |                          | Luigi Botta Adorno                 | Maddalena Squarciafico              |  |  |       |  |  |                           |  |  |                           |  |
| Francesca Maria Botta Adorno |                          | Luigi Botta Adorno                 |                                     |  |  |       |  |  |                           |  |  |                           |  |
|                              |                          | Maria Matilde Meli Lupi di Soragna | Giambattista Meli Lupi di Soragna   |  |  |       |  |  |                           |  |  |                           |  |
|                              |                          | Maria Matilde Meli Lupi di Soragna | Giambattista Meli Lupi di Soragna   |  |  |       |  |  |                           |  |  |                           |  |
|                              |                          | Maria Matilde Meli Lupi di Soragna | Felicita Vimercati Sozzi            |  |  |       |  |  |                           |  |  |                           |  |
| Ambrogio Maria Ghilini       |                          | Maria Matilde Meli Lupi di Soragna |                                     |  |  |       |  |  |                           |  |  |                           |  |
|                              | Amedeo Alfonso dal Pozzo | Giacomo Maurizio dal Pozzo         |                                     |  |  |       |  |  |                           |  |  |                           |  |
|                              | Amedeo Alfonso dal Pozzo | Giacomo Maurizio dal Pozzo         |                                     |  |  |       |  |  |                           |  |  |                           |  |
|                              | Amedeo Alfonso dal Pozzo | Anna Litta                         |                                     |  |  |       |  |  |                           |  |  |                           |  |
| Alfonso Enrico dal Pozzo     | Amedeo Alfonso dal Pozzo |                                    |                                     |  |  |       |  |  |                           |  |  |                           |  |
|                              |                          | Marie Henriette Le Hardi           | -                                   |  |  |       |  |  |                           |  |  |                           |  |
|                              |                          | Marie Henriette Le Hardi           | -                                   |  |  |       |  |  |                           |  |  |                           |  |
|                              |                          | Marie Henriette Le Hardi           | -                                   |  |  |       |  |  |                           |  |  |                           |  |
| Gabriella Dal Pozzo          |                          | Marie Henriette Le Hardi           |                                     |  |  |       |  |  |                           |  |  |                           |  |
|                              |                          | Ercole Tomaso Roero                | Tommaso Francesco Roero             |  |  |       |  |  |                           |  |  |                           |  |
|                              |                          | Ercole Tomaso Roero                | Tommaso Francesco Roero             |  |  |       |  |  |                           |  |  |                           |  |
|                              |                          | Ercole Tomaso Roero                | Maria Cristina Roero                |  |  |       |  |  |                           |  |  |                           |  |
| Barbara Benedetta Roero      |                          | Ercole Tomaso Roero                |                                     |  |  |       |  |  |                           |  |  |                           |  |
|                              |                          | Ludovica Caterina Roero di Settini | Pier Paolo Roero                    |  |  |       |  |  |                           |  |  |                           |  |
|                              |                          | Ludovica Caterina Roero di Settini | Pier Paolo Roero                    |  |  |       |  |  |                           |  |  |                           |  |
|                              |                          | Ludovica Caterina Roero di Settini | Violante Malabaila di Canale        |  |  |       |  |  |                           |  |  |                           |  |
|                              |                          | Ludovica Caterina Roero di Settini |                                     |  |  |       |  |  |                           |  |  |                           |  |

### Esplicative
1. ↑  
ALLA PORTA DEL TEMPIO
Ambrosio Mariæ Ghilini, ex marchion. Maranz. Sexap. et Gamal. comit. Ripaltæ, ab Augustiss. Sardin. Rege in Equites magn. cruc. ord. SS. Maur. et. Lazari, nec non maior. Agnm. duces militiæque Alexandr. divis. magistros comuni plauso adscito, vetusta patricia nobilitate conspicabili, qui cunctas sibi stirpitus infixas virtutes iugi in Deum cœlitesque religionis et pietatis exercitio, mirifica in egenos maxime pudibundos liberalitate, in omnes humanitate, integritudine, magnificentia, ad supremum usque diem reddidit fulgidiores, honores et munera egregie perfuncto, acerbissimo funere XVIII kal. Jan. an. MDCCCXXXII, iustis undique exorientibus lacrymis, bonorum votis erepto, pientes inclitæ familiæ superstites, non ex inan. ostentat., sed intimo naturæ gratique animi sensu, XIX kal. febr. an. MDCCCXXXI sponso ac parenti amatissimo inferius iterum rependunt mœstivsime.

IN FRONTE AL SARCOFAGO

Ricchi, poveri, abitanti, foresi, piangete la perdita comune: la moglie, la figlia, i nepoti rendono i legittimi suffragi del dì trigesimo all'ottimo sposo, al più tenero dei padri, all’avo dolcissimo don Ambrogio Maria Ghilini: pregate a lui da Dio la sempiterna letizia dei giusti: visse anni LXXVI, ma pochissimo all’universale desiderio.

AL LATO DESTRO

Il marchese don Ambrogio Maria Ghilini patrizio alessandrino, cavaliere di gran croce, capo della provincia dell’ordine equestre dei SS. Maurizio e Lazzaro, già scudiere della regina Maria Teresa d’Austria, colonnello del reggimento di Tortona, fece la guerra delle alpi sotto Vittorio Amedeo III, segui Carlo Emmanuele IV in Sardegna, richiamato in patria dal cessato governo, fu ciambellano alla corte imperiale di Francia. Restituito il sovrano al Piemonte, promosso al grado di maggior generale, venne eletto al governo interinale di Nizza, poi al comando della divisione di Novara, per ultimo comandante delle milizie di questa divisione.

IN FACCIA ALL'ALTARE

Benemerito cittadino, la patria il volte più colte sindaco, gli spedali, gli ospizii, le carceri ed ogni sorta di pie instituzioni, capo in tutte desideratissimo, carissimo, provarono la sua generosa liberalità: la povertà vergognosa lo ebbe a padre comune e rifugio nelle affannose sue necessità. Oh! sorgano uomini che lo imitino e lo pareggino nell’uso delle ricchezze in pro de' loro simili.

DAL LATO SINISTRO

Mirabile per soavità di costumi e di parole, splendido nelle maniere e nella vita, sempre che poté giovare, il fece con amorevolezza e di buon grado: amava tutti per la bontà del suo cuore: fu di animo forte e generoso, di perspicace ingegno e di maturo consiglio: de' studii botanici amantissimo: questa accademia l’ebbe tra' suoi: arse di somma pietà e di sincera divozione in Dio. Anima informata ad ogni virtù, durerà cura alla patria la tua ricordanza.

### Bibliografiche
1. 1 2 3 4 5 6 7  Ilari, Shamà, Del Monte, p. 257.
2. 1 2 3 4 5 6 7 8 9 10 11  Alberico Lo Faso di Serradifalco, p. 225.
3. 1 2  Calendario generale pe' Regii Stati, p. 121.
4. ↑  Accademia delle Scienze di Torino.
5. ↑  Francesco Barrera.
6. ↑  Carlo A-Valle, pp. 351 e 352.